# Failure
Failure es una banda estadounidense de rock alternativo, activa entre los años 1990 y 1997 y desde 2014. Durante ese periodo, lanzaron tres aclamados álbumes. A menudo, Failure es comparado con otras bandas de estilo «alternativo», tales como Nirvana, Soundgarden o Bush.

## Historia
Failure se formó en 1991 por Ken Andrews (voz, guitarra) y Greg Edwards (bajo, guitarra). Ellos dos grabaron cuatro demo y comenzaron a presentarse en Los Ángeles con Robert Gauss (batería). La banda firmó con Slash Records y lanzó Comfort (1992), grabado con Steve Albini. El mismo año realizaron la primera de muchas giras con Tool.
La banda vuelve al estudio en 1993, Robert Gauss sale de la banda, Edwards grabó las baterías en algunas canciones hasta que encontraron a Kelli Scott. 
En 1994 lanzan Magnified, donde hubo un video para Undone, repitieron gira con Tool.
Al año siguiente Ken Andrews con Greg Edwards formaron una banda de covers el exbajista de Tool Paul D'Amour, y Chris Pittman (ZAUM) llamado The Replicants, el álbum compuesto de temas de músicos como The Cars, John Lennon, Paul McCartney, Steely Dan y Pink Floyd, entre otros.
La banda sacó en 1996 Fantastic Planet, que incluía el sencillo Stuck On You, posiblemente el más conocido de la banda, Troy Van Leeuwen entra como guitarrista líder para la gira del disco. Hubo otros sencillos como Saturday Saviour y Pitiful pero no hubo videos para ellos. Se unieron al tour Lollapalooza de 1997. También grabaron un cover de Depeche Mode, Enjoy The Silence, para el álbum tributo For the Masses. Pero en noviembre de ese mismo año deciden separarse, citando diferencias personales.
El 2004 Edwards y Andrews lanzaron un CD/DVD llamado Golden. Consiste en lados B, los videos clips de la banda y un metraje de un concierto. Otro Compilado fue Essentials de 2 discos en el 2006, el primero una selección temas de sus 3 discos, el segundo los 4 temas pre-Slash y todas las demos de Magnified. 
Se editó el 8 de junio de 2010 la versión vinilo de Fantastic Planet para Warner Bros.
A finales del 2013, por medio de Facebook, anunciaron que se reunirán el 2014. grabando un nuevo doble sencillo, Solaris/Shrine.

### Proyectos después de Failure
Ken Andrews se ha desempeñado como productor, mezclador e ingeniero de sonido, y otro proyectos musicales como On lanzando 2 discos, basado en música electrónica, y formó Year Of The Rabbit con miembros de National Skyline y Cupcakes con un sonido hard rock mucho más cercano a Failure, se separaron después de la desaparición de Elektra Records. Mezclando y produciendo para artistas como Pete Yorn, Tenacious D, Black Rebel Motorcycle Club, y Mae entre otros. También participó en la producción de You Know My Name de Chris Cornell de la película de James Bond Casino Royale. Saco Secrets of The Lost Satellite como solista, y colaborando en Los Angeles Digital Noise Academy con Brad Laner (Medicine), Sharky Laguana (Creeper Lagoon), Charlotte Martin (casada con Andrews desde el 2005). Fundó su sello Dinosaur Fight Records, en cual lanzó su álbum solista y los de Martin.
Troy Van Leeuwen fue guitarrista de A Perfect Circle, quien hizo una versión de The Nurse Who Loved Me de Failure para el álbum Thirteenth Step. Formó Enemy siendo líder de la banda y sacando Hooray for Dark Matter el 2005. Actualmente es miembro de Queens of the Stone Age.
Greg Edwards fue miembro de Lusk con los miembros restantes de Replicants con excepción de Andrews, y Brad Laner (Medicine) lanzando Free Mars en 1997. Formó Autolux con Eugene Goreshter y la ex Ednaswap, Carla Azar.
Kelli Scott fue integrante de Blinker the Star y Campfire Girls, Enemy, y actualmente en Veruca Salt.

### Reunión
Failure a finales de 2013 anunció su reunión vía Facebook con la alineación clásica Greg Edwards, Ken Andrews y Kelli Scott, ellos hicieron su primer show desde 1997 en el Rey Theatre en Los Ángeles el 17 de febrero de 2014. En mayo la banda lanzó el EP Tree of Stars durante su tour del mismo nombre en Norteamérica, el que consistía de cuatro canciones grabadas en vivo además de una nueva canción desde Fantastic Planet, "Come Crashing". La banda también lanzó su bandcamp incluyendo esa canción y más tarde "The Focus".

## Estilo musical
Musicalmente, Failure ha sido descrita como rock alternativo, art rock, rock espacial, post-grunge y metal alternativo.

## Discografía
Álbumes de estudio
- 1992: Comfort
- 1994: Magnified
- 1996: Fantastic Planet
- 2015: The Heart Is A Monster
- 2018: In the Future Your Body Will Be the Furthest Thing from Your Mind
- 2021: Wild Type Droid

Álbumes compilatorios
- 2004: Golden
- 2006: Essentials
- 2020: 1992–1996

EPs
- 2014: Tree of Stars
- 2018: In The Future
- 2018: Your Body Will Be
- 2018: The Furthest Thing

Álbumes en vivo
- 2023: We Are Hallucinations